# 秋元修朝
秋元 修朝（あきもと のぶとも）は、江戸時代中期の出羽国山形藩の世嗣。官位は従五位下・摂津守。

## 略歴
明和元年（1764年）、2代藩主・秋元永朝の長男として誕生。母は井伊直幸の娘。正室は松平定静の娘。
安永9年（1780年）に10代将軍・徳川家治に初御目見し叙任するが、家督相続前の寛政2年（1790年）に早世した。
代わって弟の知朝が嫡男となった。